# Erik Slottner
Erik Mikael Slottner (ur. 16 kwietnia 1980 w Kalmarze) – szwedzki polityk i samorządowiec, działacz Chrześcijańskich Demokratów, minister administracji publicznej (od 2022).

## Życiorys
Studiował nauki polityczne na Uniwersytecie w Linköping. Zaangażował się w działalność polityczną w ramach Chrześcijańskich Demokratów. W 2004 objął funkcję przewodniczącego jej organizacji młodzieżowej KDU, którą pełnił do 2005. Zajmował różne stanowiska w strukturze partii, zasiadł w radzie miejskiej Sztokholmu. W 2018 wykonywał obowiązki deputowanego do Riksdagu jako zastępca poselski. W tym samym roku wszedł w skład sztokholmskiego zarządu miasta, w którym odpowiadał za sprawy osób starszych i bezpieczeństwa.
W październiku 2022 objął urząd ministra administracji publicznej w nowo powołanym rządzie Ulfa Kristerssona.

## Życie prywatne
Jest jawnym gejem.